# 実演及びレコードに関する世界知的所有権機関条約
実演及びレコードに関する世界知的所有権機関条約（じつえんおよびレコードにかんするせかいちてきしょゆうけんきかんじょうやく、英: World Intellectual Property Organization Performances and Phonograms Treaty、略称：WIPO実演・レコード条約またはWPPT）は、国際的な著作隣接権の保護に関する条約である。

## 概要
世界知的所有権機関 (WIPO) の提唱により、1996年12月に著作権に関する世界知的所有権機関条約 (WCT) と同時に作成され、2002年5月20日に発効した。
日本は同年7月9日にこの条約に加入し、10月9日に効力が生じている。
この条約は、デジタル化、ネットワーク化などの情報通信技術の発達に対応するとともに、著作隣接権のない特異な制度を有する米国の加入を目的として作成されたものである。

## 主要な規定
- 実演家人格権を規定
- 実演家およびレコード製作者のインタラクティブ送信に関する権利を規定
- レコード製作者の権利保護期間を発行から50年以上と規定
- 技術的保護手段回避に対する法的救済を規定

なお、著作隣接権のうち、本条約の対象とされなかった視聴覚的実演の保護および放送機関の保護については、WIPOにおいて別個の条約の検討が行われている。
このうち視聴覚的実演の保護に関しては、2000年に外交会議が開催されたものの条約の採択には至らなかったが、2012年6月に視聴覚的実演に関する北京条約が作成された。